# Ophiuche porrectilis
Ophiuche porrectilis là một loài bướm đêm trong họ Erebidae.